# Liegeplatz

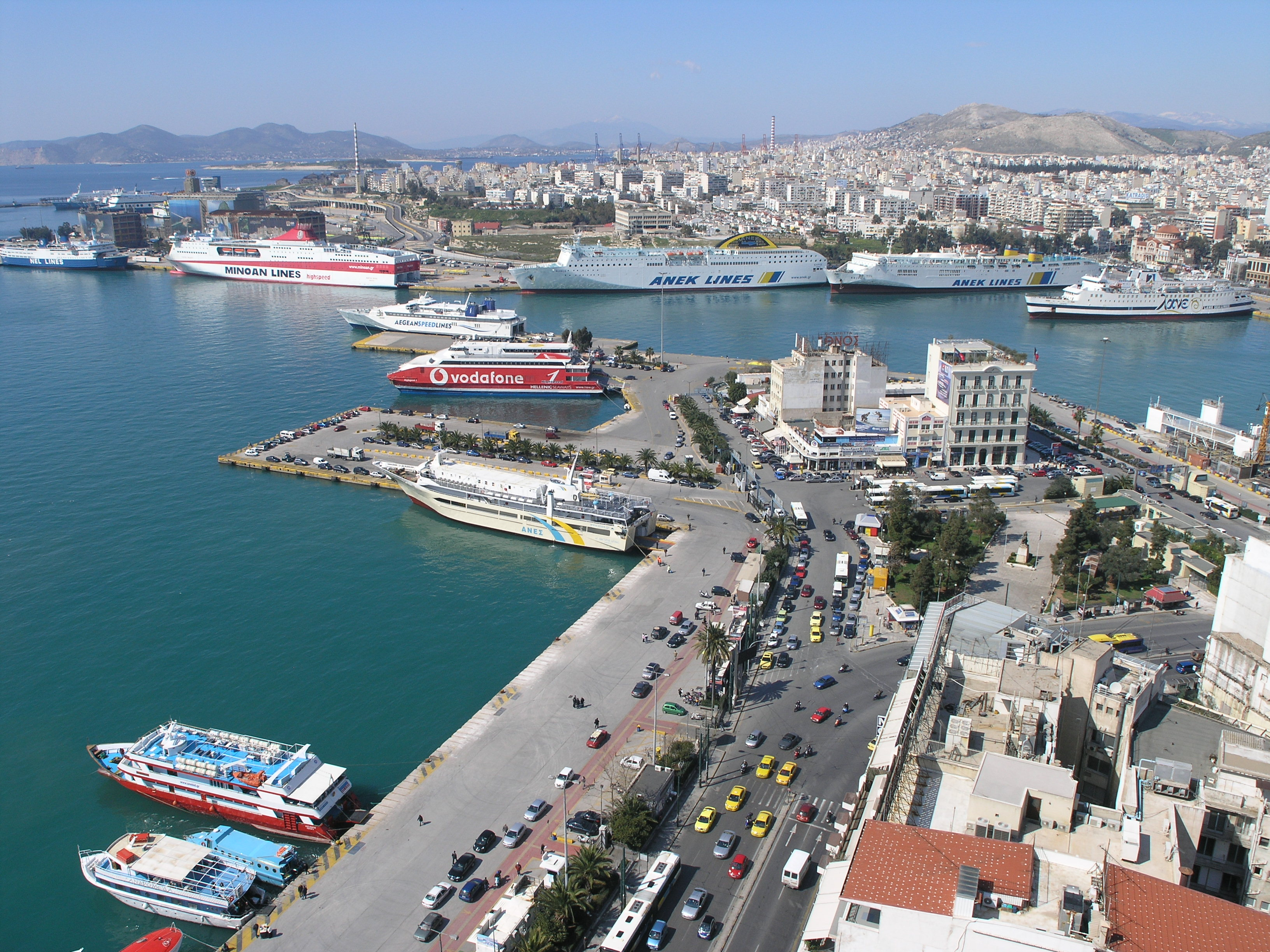
Liegeplätze im Hafen von Piräus

Liegeplatz bezeichnet im Schifffahrtswesen eine Stelle im  Hafen oder am Ufer, an der Wasserfahrzeuge vorübergehend oder dauerhaft verankert sind oder festgemacht werden können.

## Wasserliegeplatz
Ein Wasserliegeplatz befindet sich an einem Steg, einem Schwimmsteg, einer Mole, einer Pier, einem Kai oder an einer Seebrücke. Er dient als fester Standort für ein Schiff (fester Liegeplatz) oder zum Verladen von Frachtgut, während die Anlegestelle zur Aufnahme von Passagieren dient.

## Landliegeplatz

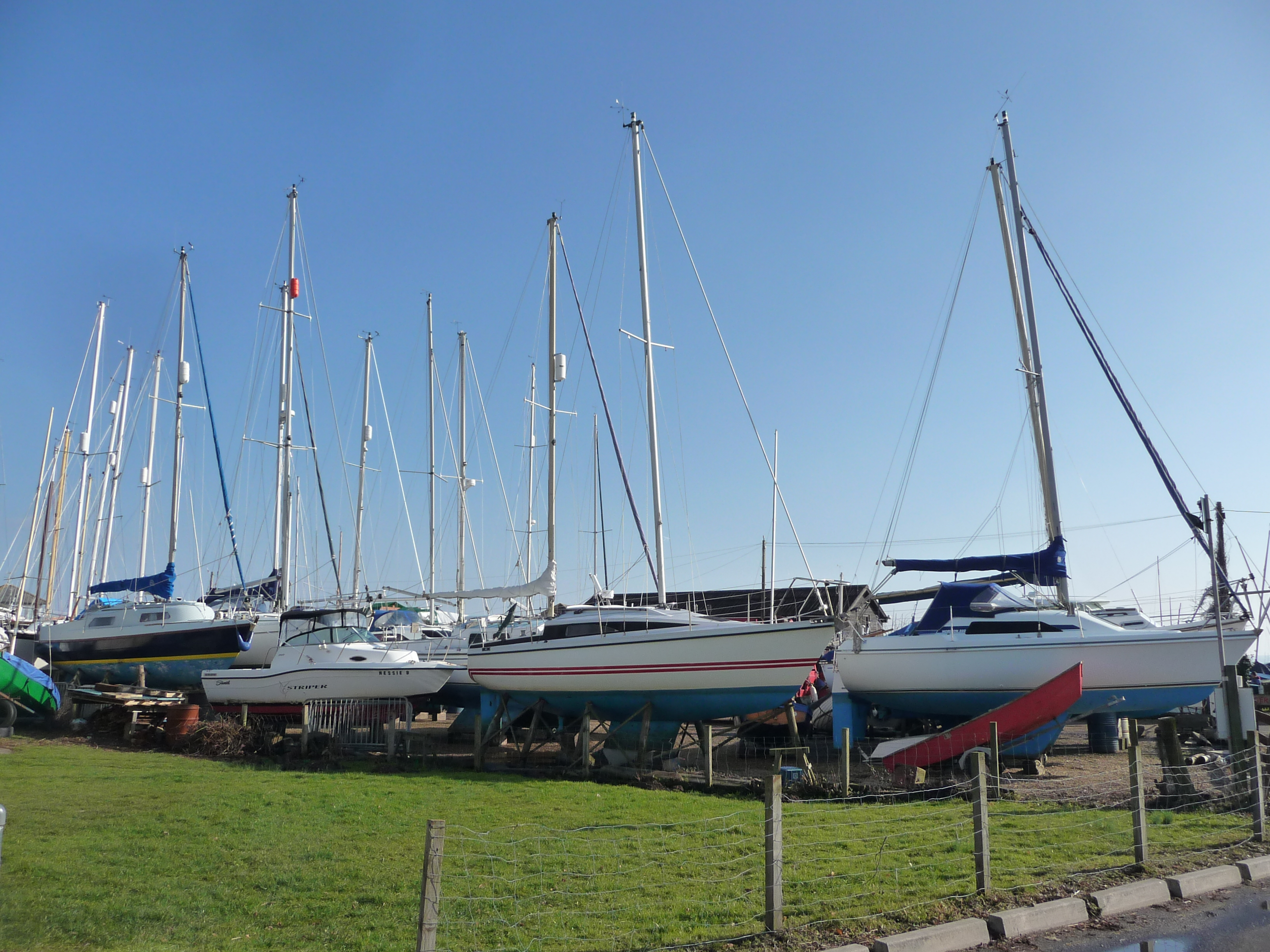
Trockenliegeplatz

Als Landliegeplatz, Winterliegeplatz oder Trockenliegeplatz dient ein Gelände oder eine Halle, wo Schiffe im Winter, bei vorübergehendem Nichtgebrauch oder zur Reparatur gelagert und vor Witterung geschützt werden. Die Schiffe werden auf einem Bootshänger mit einem Zugfahrzeug über eine Rampe (Slippen) oder mit einer Seilwinde auf Schienen aus dem Wasser gezogen oder mit einem Kran (Travellift, Autokran, Hafenkran) aus dem Wasser gehoben und später wieder zu Wasser gebracht. Damit die Boote ohne Bootsanhänger an Land sicher stehen, werden sie auf einen Lagerbock gestellt oder mit "Pallhölzern" unterlegt und abgestützt (Aufpallen).
In Werften werden neu gebaute Schiffe nach der Fertigstellung in der Halle oft an einem Landliegeplatz (Helling) fertig ausgerüstet, bevor sie zu Wasser gelassen werden. Im Wasser wird dann die Takelage aufgebaut (das Schiff wird "aufgeriggt"), bevor das Schiff zur Jungfernfahrt aufbrechen kann.

## Strandliegeplatz

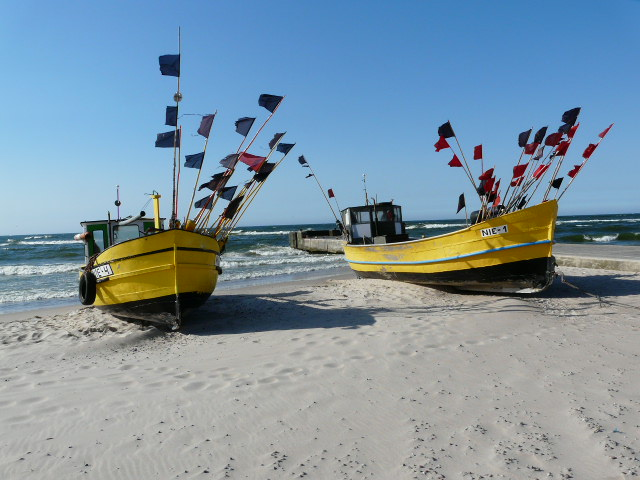
Strandliegeplatz

Dabei werden Schiffe einfach auf den Strand gezogen. Das funktioniert aber nur an flachen Küsten. In Schwellenländern ist diese Art des Liegeplatzes auch heute noch weit verbreitet. In Tidegewässern können Schiffe bei Hochwasser an den Stand oder in den Hafen gefahren werden und stehen dann bei Niedrigwasser auf ihrem eigenen Kiel (Trockenfallen).

## Bootshaus

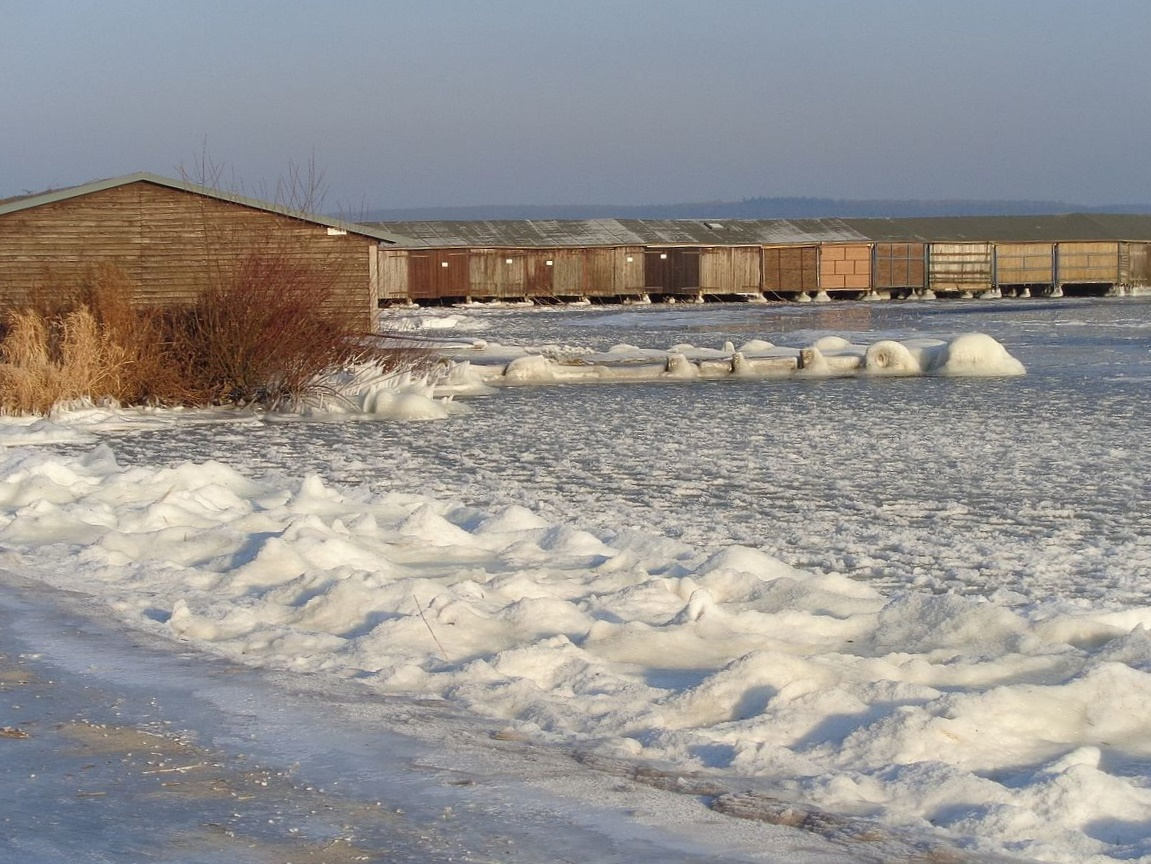
Bootsschuppen am Plauer See

Das Bootshaus steht am Ufer und ist über das Wasser gebaut. Es dient als "Garage" für Schiffe. Damit die Schiffe vor Wellenbewegungen geschützt sind, werden sie mit einem Kran aus dem Wasser gehoben und hängen dann in den Hebegurten liegend schwebend unter dem Dach. Zur Wasserseite ist das Bootshaus offen oder wird mit einem Flügel- oder Rolltor geschlossen. Auch Jollen, Kajaks, Ruderboote, Surfbretter werden in einem Bootshaus gelagert.